# Ranbir Singh Pora
Ranbir Singh Pora é uma cidade no distrito de Jammu, no estado indiano de Jammu e Caxemira.

## Demografia
Segundo o censo de 2001, Ranbir Singh Pora tinha uma população de 13 563 habitantes. Os indivíduos do sexo masculino constituem 54% da população e os do sexo feminino 46%. Ranbir Singh Pora tem uma taxa de literacia de 70%, superior à média nacional de 59,5%: a literacia no sexo masculino é de 77% e no sexo feminino é de 63%. Em Ranbir Singh Pora, 11% da população está abaixo dos 6 anos de idade.